# Vuk Stefanović Karadžić
Vuk Stefanović Karadžić (Trsic, Serbia, 7 de noviembre de 1787-Viena, 7 de febrero de 1864) fue un lingüista, folclorista y reformador de la lengua serbia.

## Biografía
Nació en el pueblo de Tršić y como sobrevivió a sus otros seis hermanos y hermanas fallecidos por tuberculosis, su madre le puso como protección por efecto apotropaico el nombre de "Vuk", que en serbio significa lobo, pues era una creencia popular que las brujas y los espíritus malignos no podían herir a estos animales. Participó en la Primera y Segunda insurrección serbia contra el dominio otomano y a consecuencia de ello tuvo que refugiarse en Viena, donde conoció al también filólogo esloveno Jernej Kopitar. Impulsado por él, y con su ayuda profesional, emprendió la tarea de introducir la lengua popular en el lenguaje literario serbio y reformar la ortografía de éste en busca de un mayor foneticismo. Una de sus mayores aportaciones fue la reforma del alfabeto cirílico serbio eliminando letras que se habían quedado obsoletas al representar sonidos que ya no se usaban e introduciendo otras nuevas. Tras su reforma de la lengua, la ortografía del serbio quedó considerablemente simplificada.
Escribió además la primera gramática y un diccionario del idioma serbio y compiló diversas colecciones de poesía popular y de cuentos folclóricos, y tradujo el Nuevo Testamento. Una cita que se le suele atribuir, y que introduce la esencia del serbio moderno, es: "escribe como hablas, lee como se escribe". Sin embargo, la autoría de este principio ortográfico es del filólogo alemán Johann Christoph Adelung, aunque Karadžić se valió del mismo para impulsar su reforma. Era muy conocido en el extranjero y familiar a Jacob Grimm, Johann Wolfgang von Goethe y al historiador Leopold von Ranke.
Sostuvo en su tratado Serbios todos y en todas partes la idea de que todos los eslavos que hablaban el dialecto stokaviano (base, entre otros, del idioma serbo-croata) debían considerarse serbios, en tanto que en realidad hablaban auténtico idioma serbio. Esta definición implicaría que amplias áreas de Croacia y Dalmacia, así como Bosnia-Herzegovina, incluyendo territorios habitados por católicos y musulmanes que no tenían conciencia nacional serbia, serían serbios. Karadžić es considerado por ello como uno de los progenitores de la idea de la Gran Serbia. En todo caso, se trata de uno de los principales moldeadores de la conciencia nacional serbia con la meta de incorporar a todos los hablantes de dialectos stokavianos en un moderno estado serbio. Cabe hacer notar que, curiosamente, su definición exclusivamente lingüística habría excluido no sólo a Kosovo sino al propio sur de Serbia, donde se habla el dialecto torlački. De cualquier manera, al proyecto de Karadzic se opusieron desde el principio varios argumentos, tales como la cierta conciencia nacional católico-croata de la mayoría de los intelectuales y escritores croatas católicos de los siglos XVI y XVII o la acusación de que con sus argumentos defendía los estudios eslavos de principios del siglo XX (que incluían a Josef Dobrovský, Pavel Josef Šafařík y Jernej Kopitar), claramente influidos por las pretensiones políticas del Imperio Austríaco.
El historiador de la literatura Jovan Deretić valoró el esfuerzo de Karadzic diciendo que "durante sus cincuenta años de actividad incansable, logró tanto como toda una academia de ciencias." Y es cierto que fue honrado en toda Europa siendo elegido miembro de numerosas academias europeas (Berlín, Viena, San Petersburgo, Moscú, Gotinga, Zagreb, Belgrado, Cracovia, París...) Recibió varios doctorados honorarios y fue condecorado por los monarcas de Rusia y Austria-Hungría, Prusia, Nicolás I de Montenegro y la Academia Rusa de Ciencias. La UNESCO proclamó 1987 como el año de Vuk Karadzic. Y fue elegido ciudadano honorario de la ciudad de Zagreb.

### Obras principales
- Pismenica srpskoga jezika Viena, 1814. Primera gramática de la lengua serbia, que Jacob Grimm tradujo al alemán.
- Mala prostonarodna slavenoserbska pјesnarica. Viena, 1814. Compilación de poemas populares serbios.
- Srpski rјečnik, diccionario del idioma serbio (1.ª edición en Viena, 1818; 2.ª edición aumentada en Viena, 1852). El diccionario tuvo traducción al alemán y al latín y contiene numerosas notas históricas y etnográficas.
- Srpske narodne pјesme, Leipzig y Viena 1823-1833, 4 vols. (2.ª ed. aumentada en Viena en 1841). Es una colección ejemplar de poemas serbios que atrajo por vez primera la atención sobre el autor.
- Novi zavjet (Nuevo Testamento, traducido al serbio) (1.ª parte en Viena, 1824; 1.ª edición completa en 1847, 2.ª edición en 1857).
- Cuentos populares serbios (1821, 1853, 1870 y más). Traducción al castellano de Alicia Jiménez Mantsiou, Cuentos populares serbios, Miraguano Ediciones, Madrid 2016. ISBN 978-84-7813-441-0
- Poemas folklóricos serbios vol. 1 (1841).
- Poesía épica serbia (1845 y más).
- Srpske pjesme iz Hercegovine, Viena, 1866. Compilación de poemas serbios de Herzegovina, traducida a numerosas lenguas.
- Deutsch-Serbisches Wörterbuch (diccionario alemán-serbio) 1872.
- Biografía del hajduk Veljko Petrović (Житије Хајдук-Вељка Петровића).
- Crven ban: narodna erotska poezija. Una compilación de poesía erótica serbia que fue mantenida inédita y en secreto a causa del tema.